# 1988 en littérature
| Années de la littérature : 1985 - 1986 - 1987 - 1988 - 1989 - 1990 - 1991    |
| Décennies de la littérature : 1950 - 1960 - 1970 - 1980 - 1990 - 2000 - 2010 |

Cet article présente les faits marquants de l'année 1988 en littérature.

## Événements
- En Australie, le prix Patrick-White est décerné pour la première fois à l'ensemble d'une œuvre théâtrale, en honorant la dramaturge d'origine néo-zélandaise Alma De Groen.

- Centenaire de la naissance de la nouvelliste néo-zélandaise moderniste Katherine Mansfield (1888-1923).

### Bande dessinée
Tous les albums de BD sorti en 1988
1. Baru, Cours, camarade!, éd. Albin Michel.
2. Di Marco, K.2000. La Machine à tuer, éd. Dargaud.
3. Jacques Martin, Alix, tome 19. Le Cheval de Troie, éd. Casterman, 48 pages.
4. Mignot, Sophie, éd. Kesselring, 48 pages. BD érotique.
5. Luc Warnant et Bruno Gazzotti (illustrations), Philippe Tome (scénario), Soda, tome 2 : Lettres à Satan, éd. Dupuis, 47 pages.
6. collectif, La Poudre érotique, éd. Elvifrance. BD érotique.
7. Morris, Xavier Fauche et Jean Léturgie, Le Pony Express, de Lucky Luke.

### Essais
- Gaston Bachelard, Fragments d'une Poétique du Feu (posthume, édité par Suzanne Bachelard).
- Alain Badiou, L'Être et l'Événement, Paris, Seuil.
- Jean Baudrillard, Amérique, éd. Le Livre de poche, 122 pages.
- Guy Debord : Commentaires sur la société du spectacle, éditions Gérard Lebovici.
- Dany-Robert Dufour (philosophe) : Le Bégaiement des maîtres ? : Lacan, Émile Benveniste, Lévi-Strauss, Rééd. Arcanes.
- Catharine MacKinnon et Andrea Dworkin, Pornography and Civil Rights : A New Day for Womens' Equality, Organizing Against Pornography, août 1988  (ISBN 096218490X et 978-0962184901)
- François Fejtő : Requiem pour un empire défunt, éd. Lieu Commun. Un tableau géopolitique et nostalgique de l'Autriche-Hongrie de sa jeunesse.
- Abdellah Hammoudi (universitaire marocain) : La Victime et ses masques. Étude des sacrifices dans le Haut Atlas.
- Hervé Hamon et Patrick Rotman, Génération, tome 2 : Les années de poudre.
- Patrick Lagadec, États d'urgence, éd. du Seuil, (Prix Roberval 1988).
- André Langaney, Les hommes : présent, passé, conditionnel, Paris, Armand Colin
- Pierre-André Taguieff (philosophe) : La Force du préjugé.
- Edward Palmer Thompson (britannique) : La Formation de la classe ouvrière anglaise (1963).
- Pierre Thuillier, D’archimède à Einstein : Les faces cachées de l'invention scientifique, Arthème Fayard
- Henriette Walter : Le français dans tous les sens, préface d'André Martinet, Robert Laffont, 1988,  (ISBN 978-2-253-14001-6), (grand prix de l'Académie française). Un livre accessible qui explique pourquoi l'orthographe du français est parfois compliquée, ce qui différencie un patois d'un dialecte ou d'une langue régionale, et une présentation des français parlés dans les différents pays francophones.

#### Histoire
- Henri Amouroux, Grande Histoire des Français sous l'Occupation (tome 8), éd. Robert Laffont.
- Philippe Bourdrel, L’Épuration sauvage, éd. Perrin.
- Jean-Louis Brunaux et A. Rapin, Boucliers et lances dépôts et trophées, éd. Errance.
- Jean-Louis Brunaux et Bernard Lambot, Guerre et armement chez les gaulois, éd. Errance.
- Bernard de Castéra, Le Compagnonnage, éd. P.U.F, coll « Que sais-je ? », 128 p..
- Jacques Choffel, Mais où sont les Normandes d'antan, Paris, Éditions Fernand Lanore, 1988, 219 p. (ISBN 978-2-85157-046-8, lire en ligne)
- Pierre Duparc, Procès en nullité de la condamnation de Jeanne d'Arc : Étude juridique des procès, contribution à la biographie de Jeanne d'Arc, éd. Librairie Droz.
- Raul Hilberg, bilan exhaustif du génocide hitlérien (mai).
- George Orwell, Chroniques du temps de la Guerre (1941-1943), Éditions Gérard Lebovici.
- Jacqueline de Romilly, Les grands sophistes dans l'Athènes de Périclès, Éditions  de Fallois.

#### Littérature
- Remy de Gourmont (1858-1915) : Lettres à l'Amazone suivi de Lettres intimes à l'Amazone, préface de Jean Chalon, éd. Mercure de France.

### Livres d'Art et sur l'art
- Patrick Favardin et Laurent Boüxière, Le dandysme, Lyon, La Manufacture, 1988  (ISBN 978-2-7377-0068-2)
- Jacques Kerchache : L'Art africain, éd. Citadelles - Mazenod.
- Alfred Pacquement, Frank Stella, Paris, éd. Flammarion.

### Nouvelles
1. Anne Wiazemsky : Des filles bien élevées, Grand Prix de la nouvelle de la Société des Gens de Lettres.

### Poésie
- Francis Picabia, Lettres à Christine, 1945-1951 suivi de Ennazus, édition établie par Jean Sireuil, présentation, chronologie et bibliographie de Marc Dachy, Éditions Gérard Lebovici.

### Publications
1. Bruce Chatwin (anglais), Chant des pistes, éd. Grasset. Un récit de voyage teinté d’une réflexion philosophique, anthropologique, historique, sémantique sur l’origine de l’Homme.
2. Jean-Michel Lambert, Le Petit Juge, éd. Albin Michel. Sa version de l'affaire du petit Grégory Villemin.
3. Jéromine Pasteur : Chaveta, éd. Filippacchi.

### Romans
Tous les romans parus en 1988

#### Auteurs francophones
- Christine Aventin : Le cœur en poche.
- Serge Brussolo : Le Tombeau du roi Squelette.
- Philippe Delerm : Autumn.
- Patrick Grainville, L'Atelier du peintre, éd. du Seuil.
- Hervé Guibert : Les Gangsters.
- Alexandre Jardin : Le Zèbre.
- Joseph Joffo, Abraham Lévy, curé de campagne, éd. Michel Lafon.
- Sony Labou Tansi : Les Yeux du volcan et Moi, Veuve de l’empire, Antoine m'a vendu mon destin.
- Philippe Labro : Un été dans l'Ouest.
- Romans posthumes de Pierre Louÿs : L'Île aux dames  et Manuel de Gomorrhe.
- Marc-Édouard Nabe, Le Bonheur, Denoël, 506 p.
- Erik Orsenna, L'Exposition coloniale, éd. du Seuil.
- François Salvaing : Misayre ! Misayre !

#### Auteurs traduits
- Roald Dahl (britannique, norvégien) : Matilda.
- Ramón Gómez de la Serna (1888-1963, espagnol), Le Rastro, Éditions Gérard Lebovici.
- Alexander Lernet-Holenia (1897-1976, autrichien), J'étais Jack Mortimer, Éditions Gérard Lebovici.
- Haruki Murakami (japonais) : Danse, danse, danse.
- Aldo Palazzeschi (1885-1974, italien) : La Conversation de la comtesse Maria (Interrogatorio della contessa Maria), (publication posthume)

#### Romans pour la jeunesse
- Catherine Certitude.
- Guillaume ou la Mémoire naufragée.

### Théâtre
Roberto Zucco de Bernard-Marie Koltès

## Naissances
- 16 novembre : Samantha Bailly, écrivaine et scénariste française.
- 15 décembre : Oscar Coop-Phane, écrivain français
- Martine Fidèle, journaliste, romancière, poète et nouvelliste haïtiano-québécoise.

## Décès
- 8 mai : Robert A. Heinlein, écrivain américain de science-fiction, mort à 80 ans.
- 6 août : Francis Ponge, écrivain français, mort à 89 ans.
- 8 août : Félix Leclerc, auteur-compositeur-interprète, poète, écrivain et acteur québécois (° 2 août 1914).